# ダイハツ・ニューライン
ニューライン（NEWLINE）はダイハツ工業が生産していた小型貨物車である。
軽貨物車については、ダイハツ・ハイゼットおよびダイハツ・ミラバンを参照。

## 概要
1963年1月にハイゼットの小型登録車版として発売された。元となったハイゼットに対し、荷台長とホイールベースを大幅に延長しているのが特徴であった。

## 歴史

### 初代 L50型系（1962年 - 1966年）
1962年11月
発売開始。型式はトラックが「L50P」、バンが「L50V」。本来はコンパーノ用に開発された水冷4サイクル・4気筒・800cc・41馬力のOHVエンジン（FC型）を当車に先行搭載している。最大積載量は500kg。最高速度は95km/h（トラック）。
1963年11月
マイナーチェンジ。フロント周辺のデザインを大幅にフェイスリフト。コンパーノ（前期型）にやや酷似したフロントフェイスとなる。
1966年1月
販売終了。

### 2代目 S50P型系（1966年　- 1971年）
1966年2月
フルモデルチェンジ。キャブオーバータイプに変更。名称はニューラインキャブとなり、ボディタイプはトラックのみとなる。
先代同様、水冷4サイクル・4気筒・800cc・41馬力のOHVエンジン（FC型）を搭載し、最大積載量は500kgと据え置かれている。
ちなみに、3方開きと一方開きで荷台高さが異なる。3方開きは平床で、一方開きは低床を採用しリアタイヤ部分が一段高い形状だった。
1968年3月
ベースとなったハイゼットキャブがフルモデルチェンジで新型に移行したものの、ニューラインキャブは後述するデルタ750（セブンハーフ）が投入されるまで継続生産（1970年12月まで）となった。
1971年3月
デルタ750の登場に伴い販売終了。